# Charlotte aux fraises
Pour les articles homonymes, voir Charlotte et Charlotte aux fraises (homonymie).
Charlotte aux fraises , ou Fraisinette au Canada (en anglais : Strawberry Shortcake) est un personnage sous licence, propriété du groupe américain Iconix, à l'origine employé pour figurer dans des cartes de vœux et qui a ensuite été représenté comme poupée, sur des affiches et sur d'autres produits. Les produits dérivés de Charlotte aux fraises incluent également une ligne de jouets représentant les amis et les animaux de compagnie du personnage. Ces poupées ont une odeur : Charlotte aux fraises sent la fraise par exemple.

## Histoire
La créatrice et dessinatrice originale du personnage qui deviendra Charlotte aux fraises est Barbi Sargent alors qu'elle était une artiste freelance travaillant pour American Greetings. Ce personnage représentant une petite fille tenant une fleur géante dans la main et portant un bonnet avec des fraises imprimées dessus, apparut pour la première fois sur une carte de Saint-Valentin en 1973 et s'appelait simplement Girl with a Daisy (fille avec une pâquerette).
En 1977, Rex Conners (directeur artistique d’American Greetings), sachant que cette carte a été très populaire, demanda à Barbi Sargent de créer quatre nouvelles cartes représentant celle qu’ils vont alors nommer Strawberry Girl (la fille-fraise), puisqu’il lui demande d’y développer le thème de la fraise (par exemple, dans l'une des quatre cartes en question, elle tiendra sur ses genoux un panier rempli de fraises et sera assise sous un fraisier géant). Elle sera aussi accompagnée d’un nouveau personnage, son chat rose, qui prendra plus tard le nom de Custard (Riz au Lait pour les francophones d’Europe, Flanfollet pour ceux du Canada).
L'étape suivante du concept fut réalisée à la fin des années 1970 par Muriel Fahrion (illustratrice de cartes de vœux au département Jeunesse et Humour d’American Greetings) : Strawberry Girl devint Strawberry Shortcake (Charlotte aux fraises) et d'autres personnages, dans le même thème des desserts et des fruits, furent imaginés pour créer un univers autour d'elle. Charlotte et ses amis illustrèrent de nombreuses cartes de vœux qui eurent déjà beaucoup de succès. Le nouveau concept était que chaque personnage de Charlotte aux fraises avait un nom basé sur un dessert ou un fruit et que leur habillement était assorti à celui-ci. Chacun avait un animal de compagnie, aussi appelé selon un dessert ou un fruit. Les personnages vivaient dans un monde magique connu sous le nom de Fraisi-Paradis (Strawberryland dans la version originale en anglais).
Après avoir présenté le nouveau concept à Bernard Loomis (en) (président du fabricant de jouets Kenner) et être devenu un produit sous licence, Muriel Fahrion conçu et dessina trente-deux autres personnages pour la ligne de jouets d’American Greetings Those Characters from Cleveland. La première poupée Charlotte aux fraises était une poupée de chiffon conçue par Muriel Fahrion et créée par sa sœur Susan Trentel. Par la suite, toutes les poupées produites représentant les différents personnages de l'univers de Charlotte aux fraises eurent leurs cheveux parfumés. Le parfum correspondait au dessert ou au fruit d’après lequel le personnage était nommé.
Cindy Moyer Patton et Janet Jones ont conçu ultérieurement d'autres personnages de la ligne classique de Charlotte aux fraises. Lyn Edwards était la responsable créative de la ligne et, en collaboration avec un groupe de réflexion, a développé les personnalités, la philosophie et l’histoire.
Pendant les années 1980, les poupées Charlotte aux fraises parfumées sont devenues un énorme phénomène de mode. À cette époque, plusieurs produits dérivés sont créés, tels que des autocollants, des albums, des vêtements, un jeu vidéo pour l’Atari 2600, etc. De plus, plusieurs dessins-animés mettant en scène les personnages sont réalisés, un chaque année entre 1980 et 1985. Après 1985, la mode est apparemment passée et Kenner n’a plus jamais produit de poupée ni de jouet ensuite.
En 1991, THQ a tenté de donner un second souffle à la franchise en produisant une ligne mise au goût du jour des poupées Charlotte aux fraises. Charlotte et cinq de ses amis originaux ont chacun subi un relooking avec de nouveaux vêtements, une nouvelle coiffure et de nouveaux yeux. Néanmoins, ces poupées n’ont connu qu’un succès modeste et n'ont été produites qu’un an.
En 2002, la franchise a été ressuscitée une nouvelle fois, avec un aspect remis à neuf créé par un nouveau designer. De nouveaux accords de licence ont été signés : Bandai et KellyToy ont obtenu les droits de produire les poupées et les jouets. DiC Entertainment a obtenu les droits pour produire une nouvelle série télévisée et a délégué les droits de production des VHS, des DVD et des Vidéo CD de la série à 20th Century Fox Home Videos (qui assure aussi la production en dehors des États-Unis). De nouveaux jeux vidéo ont été édités pour la Game Boy Advance et la Nintendo DS. Des CD-ROM éducatifs pour PC ont également été produits. Cette nouvelle résurrection est toujours d’actualité, la plus récente activité de la franchise étant la sortie, aux États-Unis, d’un film d'animation entièrement en images de synthèse ainsi que d’un jeu basé sur le film, et ce, sur différentes plates-formes de jeu.
En 2006, Playmates Toys a acquis les droits pour produire des poupées Charlotte aux fraises. La ligne est appelée A World of Friends. La poupée Frosty Puff est une nouveauté de cette édition et bien qu’il y ait eu beaucoup de bruits concernant les animaux de compagnie des anciens personnages, très peu de nouvelles poupées ont été commercialisées avec des animaux. Cette édition a été accueillies par des réactions mitigées.
En 2015, American Greetings vend The Strawberry Shortcake à Iconix.

## Personnages

### Les amis des années 1980
Ce qui suit est une liste des amis et des méchants de la série originale de Charlotte aux fraises avec leurs animaux de compagnie et leur date de commercialisation.
Dans quelques cas, il y a une différence entre la présentation d'un personnage et sa sortie comme jouet. Par exemple, Mousse Framboise a été présentée en 1980, lors de la première émission télé de Charlotte aux fraises, en même temps que Clafoutis Myrtilles, Chausson aux Pommes, etc., mais n'a pas été vendue comme poupée avant l'année suivante. C'est également vrai pour l'ennemi juré de Charlotte aux fraises, Macaron Mauve. Plum Puddin' a fait ses débuts également en 1980, mais ne deviendra pas une poupée avant 1984. Entre-temps, ce personnage, qui à l'origine était un garçon, était devenu une fille.
De plus, excepté Chausson aux Pommes, Sorbet Abricot et Macaron Mauve, aucun des autres personnages n’est sorti emballé avec des animaux de compagnie (même ceux qui sont connus pour en avoir), jusqu'à l’édition de 1982 quand tous les personnages déjà sortis ont été réédités avec leur ami animal.
Quelques personnages repris ci-dessous n’ont pas du tout été produits comme poupées, à savoir T.N. Honey, Raisin Cane et Baby Needs-A-Name, qui a été uniquement fabriqué en tant que poupon "Blow-Kiss". Raisin Cane a été présentée comme la nièce de la méchante Grappe Verte dans le premier numéro de la bande dessinée de Star Comics et, pour autant que l'on sache, n'a jamais été considérée comme étant un produit potentiel.
| Ami                  | Nom en France        | Nom au Canada           | Introduction | Animal                               | Nom en France          | Nom au Canada      |
| -------------------- | -------------------- | ----------------------- | ------------ | ------------------------------------ | ---------------------- | ------------------ |
| Huckleberry Pie      | Clafoutis Myrtilles  | Petit Beignet           | 1980         | Pupcake the dog (Chien)              | Cornet Pistache        | Grignotine         |
| Blueberry Muffin     | Confiture d'Airelles | Bleuette                | 1980         | Cheesecake the mouse (Souris)        | Praline                | Fromagette         |
| Apple Dumplin'       | Chausson aux Pommes  | Pomme Bout'Chou         | 1980         | Tea Time Turtle (Tortue)             | Tartine                | Tortue Tartine     |
| Raspberry Tart       | Mousse Framboise     | Framboisine             | 1980         | Rhubarb the monkey (Singe)           | Cacahuète              | Friandise          |
| Orange Blossom       | Fleur d’oranger      | Mandarine               | 1981         | Marmalade the butterfly (Papillon)   | Marmelade              | Marmelade          |
| Lemon Meringue       | Mimi Citron          | Citronette              | 1981         | Frappe the frog (Grenouille)         | Reinette               | Frappé             |
| Apricot              | Sorbet Abricot       | Pêche Melba             | 1981         | Hopsalot Bunny (Lapin)               | Berlingot              | Opla               |
| Tea N Honey          | Feuille de the       | ?                       | 1981         | Bambou (Panda)                       | ?                      | ?                  |
| Butter Cookie        | Petit Beurre         | Tartelette              | 1982         | Jelly Bear (Ours)                    | Sucre Miel             | Baba Ours          |
| Lime Chiffon         | Citronelle           | Limette                 | 1982         | Parfait the parrot (Perroquet)       | Diabolo menthe         | Perroquet Parfait  |
| Cherry Cuddler       | Griottine            | Cerisine                | 1982         | Gooseberry (Oie)                     | Cannelle               | Groseille          |
| Angel Cake           | Angélique            | Madeleine               | 1982         | Souffle' the skunk (Mouffette)       | Fruit confit           | Soufflé            |
| Almond Tea           | Amandine             | Amandelle               | 1983         | Marza Panda (Panda)                  | Bol de riz/Pâte de riz | Pouce Panda        |
| Café Ole’            | Café Olé             | Café Olé (Café au lait) | 1983         | Burrito the burro (Âne)              | Friand                 | Burrito            |
| Crêpe Suzette        | Crêpe Suzette        | Crêpe Suzette           | 1983         | Éclair the poodle (Caniche)          | Chantilly/Éclair       | Éclair             |
| Mint Tulip           | Menthe à l'eau       | Mentoline et Colin      | 1983         | Marsh Mallard the duck (Canard)      | Caramel                | Mallard            |
| Lem n' Ada (jumeaux) | Orange, Jade         | Limo, Nadine            | 1983         | Sugar Woofer                         | Su-sucre               | Major Po d'Sucre   |
| Peach Blush          | Peau de Pêche        | Nectarine               | 1984         | Melonie Belle the lamb (Agneau)      | Clochette              | Melonie            |
| Plum Puddin'         | Plum Puddin'         | Prunelle                | 1984         | Elderberry Owl (Hibou)               | Baie de Sureau         | Professeur Pruneau |
| Baby Needs-A-Name    | ?                    | ?                       | 1984         | Fig Boot (contrepèterie de Big Foot) | ?                      | Boulette           |
| Banana Twirl         | ?                    | ?                       | 1985         | Pas d’animal connu                   | ?                      |                    |

| Méchant                                      | Nom en France | Nom au Canada                                            | Introduction | Animal                   | Nom en France | Nom au Canada |
| -------------------------------------------- | ------------- | -------------------------------------------------------- | ------------ | ------------------------ | ------------- | ------------- |
| The Peculiar Purple Pieman of Porcupine Peak | Macaron Mauve | Le très particulier Taquin Tartineur du pic du porc-épic | 1980         | Berry Bird (Pic)         | Pique-Fruit   | Pic Bleuet    |
| Sour Grapes                                  | Grappe Verte  | Violette Vilaine                                         | 1982         | Dregs the snake Serpent) | Soupe Grimace | Fripouille    |
| Raisin Cane (nièce de Sour Grapes)           | ?             | ?                                                        | 1985         | Durt the worm (Ver)      | ?             | ?             |

### Accessoires des années 1980
| Accessoire                       | Nom en France                      | Nom au Canada                       |
| -------------------------------- | ---------------------------------- | ----------------------------------- |
| Berry Bake Shoppe                | Le Berry Bake Shop                 | La Maison des Gourmandises          |
| Garden House Gazebo              | Le Gazébo                          | La Maison Jardinière de Fraisinette |
| Berry Cycle                      | Le Tricycle                        | Le Tricycle de Fraisinette          |
| Carrousel                        | Le Carrousel                       | Le Carrousel de Fraisinette         |
| Big Berry Trolley                | Le Trolley                         | Le Grand-Chariot de Fraisinette     |
| Flitterbit the Butterfly         | Le Papillon                        | Vol-au-Vent                         |
| Berry Merry Worm                 | Hubert le ver                      | Le " Joyeux-Verment " Fraisinette   |
| Berry Happy Home                 | La maison de Charlotte aux fraises | La Villa de Fraisinette             |
| Maple Stirrup and the Oatsmobile | Le cheval et son fiacre            | Sucre d'érable et son fiacre        |
| Snail Cart                       | Le Roule-Coquille                  | Philibert                           |

### Personnages réédités, leurs animaux, leur maison
Des modifications ont eu lieu à l’occasion de la réédition des personnages :
- Le chien Cornet Pistache appartient aussi à Charlotte aux fraises, en plus de son chat.
- Shoofly Frog, une nouvelle création, remplace Cornet pistache comme animal de compagnie de Clafoutis Myrtilles.
- Chausson aux Pommes est désormais présentée comme la sœur de Charlotte aux fraises.
- Strawberryland est maintenant divisé en districts comme Cakewalk, Orange Blossom Acres, Huckleberry Briar et Cookie Corners.

| Personnage            | Animal (animaux)                         | Maison                          | Notes | Symbole      | Chevaux            |
| --------------------- | ---------------------------------------- | ------------------------------- | --- | ------------ | ------------------ |
| Charlotte aux fraises | Pralinette le chat et Clafoutis le chien | Fraisi-paradis                  | C'est une grande jardinière ! Elle tiendra un salon de thé dans la série en 3D : le Paradis du Thé. Caramiel a une abeille de compagnie : Goutte de Miel | Fraise       | Caramiel           |
| Croque Pommes         | Pomme D'apis le canard                   | Fraisi-paradis                  | C'est la petite sœur de Charlotte aux Fraises | Pomme        | ?                  |
| Cookinelle            | Croque Noisettes l'écureuil              | Pays De La Boîte A Biscuits     | Elle adore inventer des machines | Biscuit      | Amande Douce       |
| Angélique             | Vanille Délice l’agneau                  | Pays Des Milles Et Une Feuilles | Elle a un caractère "très particulier" | Fleur        | Chantilly Jolie    |
| Fleur d'Oranger       | Orangette le papillon                    | Pays Des Vergers Parfumés       | Elle est très timide, surtout devant les inconnus. Elle tiendra un magasin dans la série en 3D                                                           | Orange       | Sucre D'orge       |
| Coco Berry            | Pluie De Coco la grenouille              | Le Pays Des Buissons Sauvages   | Il ne quitte jamais sa planche à roulettes | Noix de Coco | Compote D'airelles |
| Diabolo Menthe        | Menthe à L'eau le caméléon               | Peppermint Place                | Elle porte bien son nom;Diabolo:Diable | Menthe       | Cerise             |
| Vahiné Calypso        | Papaya le perroquet                      | Le Lagon Doré                   | Papaya n'est pas très aimable | Dattes       | Tiramisu           |
| Baba Hortensias       | Lulu Trotte-Menu la souris               | Vallée Des Myrtilles            | Elle est passionnée de lecture. Elle tiendra une bibliothèque dans la série en 3D                                                                        | Myrtilles    | Indigo Petit Trot  |
| Mousse-Arc-En-Ciel    | Toucan Trois Mats le toucan              | Le Bateau Arc-En-Ciel           | Elle vit sur un bateau | Mousse       | Noix de Pécan      |
| Dragée Océane         | Kiwi la tortue de mer                    | Le Lagon Doré                   | Elle est la Reine des Poissons | Dragée       | Pistache           |
| Mimi Citron           | Sourball la moufette                     | Lemon Lane                      | C'est une superbe coiffeuse. Elle tiendra un salon de coiffure dans la série en 3D                                                                       | Citron       | Sorbet Citron      |
| Lili Framboise        | Rubarbe le raton laveur                  | Raspberry Fields                | Elle est du genre mal élevée au début. Elle tiendra une boutique de vêtements dans la série en 3D                                                        | Framboise    | Coulis Framboise   |
| Crêpe Suzette         | Éclair le caniche                        | Paris au 1234 rue de la rue     | Elle a tendance à dramatiser. Elle tient une boutique de robes                                                                                           | Cerise       | ?                  |
| Feuille de Thé        | Bamboubou le panda                       | Pays du Bambou Sucré            | Bamboubou descend d'une lignée royale, c'est l'arrière arrière petite fille de la reine des pandas                                                       | Thé          | ?                  |
| Mandarine Caline      | Banana Split le singe                    | Amazonie                        | Elle vit au plus profond des forêts | Mandarine    | ?                  |
| Fleur de neige        | Esquimau le pingouin                     | Pôle nord                       | Elle adore les promenades en traîneau | Mûre         | ?                  |
| Margot Abricot        | Berlingot le lapin                       | ?                               | Elle adore prendre des photos | Abricot      | ?                  |
| Banana Bonbon         | ?                                        | ?                               | Elle est gérante d'une station d'essence | Banane       | ?                  |
| Zesti Melon           | ?                                        | ?                               | ? | Melon        | ?                  |
| Prunetille            | ?                                        | ?                               | Elle est très maladroite. C'est une merveilleuse danseuse dans la série en 3D où elle tiendra une école de danse                                         | Prune        | ?                  |
| Grillotine            | ?                                        | ?                               | Parente de Crêpe Suzette | Cerise       | ?                  |

| Méchants                                                                  | Animal (animaux) | Maison                        | Note | Symbole  |
| ------------------------------------------------------------------------- | ---------------- | ----------------------------- | --- | -------- |
| Licorice Whip                                                             | Pique-Fruit      | Traveling Horsey Hoedown Show | Présenté dans l’épisode La joyeuse ménagerie de Charlotte aux fraises                                                         | Réglisse |
| Le Très Particulier Arthur Aigre-doux Du Pique Du Porc-épic Taratatatata! | Berry Bird       | Porcupine Peak                | Réintroduit dans les films Le Jardin des Rêves et Le Festival des Fraisiers en Fleurs                                         | Tarte    |
| Miss Pique Raisin                                                         | Soupe Grimace    | Porcupine Peak                | Réintroduite dans les films Le Jardin des Rêves (en tant que sœur d'Arthur Aigre-doux) et Le Festival des Fraisiers en Fleurs | Raisin   |

### Les chevaux de l'île de Crème glacée
| Cheval           | Ami de                | Maison              | Note                                                                                    |
| ---------------- | --------------------- | ------------------- | --------------------------------------------------------------------------------------- |
| Honey Pie Pony   | Charlotte aux fraises | Honey Pony Pastures | A un animal de compagnie appelé Doodle l’abeille.                                       |
| Cookie Dough     | Ginger Snap           | Ice Cream Island    |                                                                                         |
| Milkshake        | Angélique             | Ice Cream Island    |                                                                                         |
| Orange Twist     | Baba Orange           | Ice Cream Island    |                                                                                         |
| Huckleberry Hash | Clafoutis Myrtilles   | Ice Cream Island    |                                                                                         |
| Cherry Vanilla   | Peppermint Fizz       | Ice Cream Island    |                                                                                         |
| Spumoni          | Coco Calypso          | Ice Cream Island    |                                                                                         |
| Blueberry Sundae | Confiture d'Airelles  | Ice Cream Island    |                                                                                         |
| Pistachio        | Seaberry Delight      | Ice Cream Island    |                                                                                         |
| Butter Pecan     | Rainbow Sherbet       | Ice Cream Island    |                                                                                         |
| Lemon Ice        | Meringue Citron       | Ice Cream Island    |                                                                                         |
| Raspberry Ripple | Raspberry Torte       | Ice Cream Island    |                                                                                         |
| Ambrosia         |                       | Cinnamon Forest     | une licorne magique qui apparaît dans certaines histoires racontées par les personnages |

## Les épisodes spéciaux, les émissions télé et le film

### Épisodes spéciaux des années 1980
Au début des années 1980, il y a eu six émissions spéciales de Charlotte aux fraises. Les trois premières ont été réalisées par Romeo Muller et Fred Wolf et les autres ont été produites par la société canadienne Nelvana. Russi Taylor jouait la voix de Charlotte aux fraises lors des six émissions.
| Titre                                            | date de diffusion |
| ------------------------------------------------ | ----------------- |
| The World of Strawberry Shortcake                | 1/3/1980          |
| Strawberry Shortcake in Big Apple City           | 10/10/1981        |
| Strawberry Shortcake: Pets on Parade             | (1982)            |
| Strawberry Shortcake: Housewarming Surprise      | (1983)            |
| Strawberry Shortcake and the Baby Without a Name | (1984)            |
| Strawberry Shortcake Meets the Berrykins         | (1985)            |

En avril 2007, « The World of Strawberry Shortcake » et « Strawberry Shortcake » sont sortis en DVD.

### Série télévisée des années 2000
En 2003, presque deux décennies après que la dernière émission spéciale eut été diffusée, Charlotte aux fraises a enfin eu sa propre série télé, animée et produite par DIC Entertainment, jusqu’à présent, vingt épisodes ont été diffusés . Ils ont été édités par Fox sur DVD et VHS (et sur Vidéo CD dans certains pays) et sont actuellement diffusés sur plusieurs chaînes à travers le monde.

#### Liste des épisodes de la série
| No  | Épisode                                | Date de diffusion | Notes* | Titre en France                                    |
| --- | -------------------------------------- | ----------------- | --- | -------------------------------------------------- |
| 1/2 | Meet Strawberry Shortcake              | 11/3/2003         | D’une durée de 45 minutes, il est soit monté pour ne plus faire que 22 minutes, soit est diffusé en deux parties | Bienvenue au pays de Charlotte aux Fraises         |
| 3/4 | Spring for Strawberry Shortcake        | 11/3/2003         | D’une durée de 45 minutes, il est soit monté pour ne plus faire que 22 minutes, soit est diffusé en deux parties | Charlotte aux Fraises à la découverte du printemps |
| 5/6 | Get Well Adventure                     | 14/10/2003        | D’une durée de 45 minutes, il est soit monté pour ne plus faire que 22 minutes, soit est diffusé en deux parties. Sorti au Royaume-Uni sous le titre de Horse Tales | Les belles histoires de Charlotte aux fraises      |
| 7/8 | Berry, Merry Christmas                 | 14/10/2003        | D’une durée de 45 minutes, il est soit monté pour ne plus faire que 22 minutes, soit est diffusé en deux parties | Joyeux Noël Charlotte aux fraises                  |
| 9   | Horse of a Different Color             | 31/8/2004         | Séquence d’ouverture différente de celle des épisodes 4 à 8, générique plus court. La voix de Clafoutis Myrtilles a changé de celle de Daniel Canfield à celle de James Street pour le reste de la série. La voix de Riz Au Lait le chat a changé de celle de Sarah Koslosky à celle d’Anna Jordan pour le reste de la série. | La joyeuse ménagerie de Charlotte aux fraises      |
| 10  | Festival of the Fillies                | 31/8/2004         | |                                                    |
| 11  | Here Comes Pupcake                     | 31/8/2004         | |                                                    |
| 12  | Peppermint’s Pet Peeve                 | 31/8/2004         | |                                                    |
| 13  | Angel Cake in the Outfield             | 15/2/2005         | |                                                    |
| 14  | Win Some, Lose Some                    | 15/2/2005         | |                                                    |
| 15  | The Mystery of Seaberry Shore          | 15/2/2005         | | Le Lagon Doré                                      |
| 16  | Legend of the Lost Treasure            | 15/2/2005         | |                                                    |
| 17  | Ginger Snap’s No-Light Night of Fright | 30/8/2005         | |                                                    |
| 18  | The Blueberry Beast                    | 30/8/2005         | |                                                    |
| 19  | The Play’s the Thing                   | 18/10/2005        | |                                                    |
| 20  | The Costume Party                      | 18/10/2005        | | Les Fêtes Costumées De Charlotte Aux Fraises       |
| 21  | A Trip to Pearis, France               | 7/2/2006          | Titre alternatif: The Friendship Club. Séquence d’ouverture différente de celle des épisodes précédents, le générique de fin ne contient plus la vignette du générique de début. |                                                    |
| 22  | The Great Friendship Festival          | 7/2/2006          | Titre alternatif: A Festival of Friends | L'arc-En Ciel De L'amitié                          |
| 23  | When the Berry Fairy Came to Stay      | 22/8/2006         | |                                                    |
| 24  | The Legend of Sherry Bobbleberry       | 22/8/2006         | |                                                    |
| 25  | Baby Takes the Cake                    | 14/11/2006        | |                                                    |
| 26  | Piece of Cake                          | 14/11/2006        | |                                                    |
| 27  | Mind Your Manners                      | 1/5/2007          | |                                                    |
| 28  | Queen For A Day                        | 1/5/2007          | |                                                    |

#### Acteurs de doublage (aux États-Unis)
| Personnage                        | Acteur ( États-Unis)         |
| --------------------------------- | ---------------------------- |
| Strawberry Shortcake              | Sarah Heinke                 |
| Custard le chat                   | Sarah Koslosky Anna Jordan   |
| Pupcake le chien                  | Nils Haaland                 |
| Apple Dumplin'                    | Katie Labosky                |
| Angel Cake                        | Rachel Ware                  |
| Ginger Snap                       | Samantha Triba               |
| Huckleberry Pie                   | Daniel Canfield James Street |
| Blueberry Muffin                  | Bianca Heyward               |
| Peppermint Fizz                   | Rebecca Noodle               |
| Orange Blossom                    | Dejare Barfield              |
| Coco Calypso                      | Melissa Deni                 |
| Rainbow Sherbet                   | Laura Grimm                  |
| Seaberry Delight                  | Abigail Leib                 |
| Crêpes Suzette                    | Caroline Iliff               |
| Tea Blossom                       | Marissa Maliani              |
| Frosty Puff                       | Samantha Triba               |
| Tangerina Torta                   | Caroline Iliff Dana Donlan   |
| Raspberry Torte                   | Haley Hyden-Soffer           |
| Lemon Meringue                    | Mary Waltman                 |
| Peculiar Purple Pie Man (méchant) | Cork Ramer Jess Harnell      |
| Licorice Whip (méchante)          | Jerry Longe                  |
| Sour Grapes (méchante)            | Bridget Robbins              |

### Sortie en vidéo
Peu après la diffusion de la série, 20th Century Fox a sorti les nouveaux épisodes de Charlotte aux fraises en DVD (les premiers épisodes sont également sortis en VHS et accompagnaient certains jouets).
Les quatre premières vidéos contenaient chacune une seule histoire mais qui durait deux fois plus longtemps que les versions diffusées sur certaines télévisions (d’autres chaînes ont diffusé les épisodes des 4 premières vidéos en deux parties). Il est possible que ces épisodes aient été créés à l’origine pour être directement diffusés sur le marché de la vidéo et ont ensuite été montés (ou coupés en deux) pour la diffusion à la télévision. Les vidéos suivantes de la série contiennent deux épisodes de 22 minutes par vidéo.
| #  | Vidéo (VHS/DVD/VCD)             | Date de sortie | Histoires                                                            | Notes |
| -- | ------------------------------- | -------------- | -------------------------------------------------------------------- | --- |
| 1  | Meet Strawberry Shortcake       | 3/11/2003      | Meet Strawberry Shortcake                                            | Histoire de 45 minutes |
| 2  | Spring for Strawberry Shortcake | 3/11/2003      | Spring for Strawberry Shortcake                                      | Histoire de 45 minutes |
| 3  | Berry, Merry Christmas          | 14/10/2003     | Berry, Merry Christmas                                               | Histoire de 45 minutes |
| 4  | Get Well Adventure              | 14/10/2003     | Get Well Adventure                                                   | Histoire de 45 minutes, sorti au Royaume-Uni sous le titre de Horse Tales |
| 5  | Adventures on Ice Cream Island  | 31/8/2004      | Horse of a Different Color / Festival of the Fillies                 | Méchant: Licorice Whip |
| 6  | Best Pets Yet                   | 31/8/2004      | Here Comes Pupcake / Peppermint’s Pet Peeve                          | |
| 7  | Seaberry Beach Party            | 15/2/2005      | The Mystery of Seaberry Shore / Legend of the Lost Treasure          | |
| 8  | Play Day Surprise               | 15/2/2005      | Angel Cake in the Outfield / Win Some, Lose Some                     | |
| 9  | Moonlight Mysteries             | 30/8/2005      | Ginger Snap’s No-Light Night of Fright / The Blueberry Beast         | |
| 10 | Dress-up Days                   | 18/10/2005     | The Play’s the Thing / The Costume Party                             | |
| 11 | World of Friends                | 7/2/2006       | A Trip to Pearis, France / The Great Friendship Festival             | Titres alternatifs: The Friendship Club / A Festival of Friends |
| 12 | Berry Fairy Tales               | 22/8/2006      | When the Berry Fairy Came to Stay / The Legend of Sherry Bobbleberry | |
| 13 | Cooking Up Fun                  | 14/11/2006     | Baby Takes the Cake / Piece of Cake                                  | |
| 14 | The Sweet Dreams Movie          | 6/2/2007       | The Sweet Dreams Movie                                               | Méchants: The Purple Pie Man et Sour Grapes |
| 15 | Berry Blossom Festival          | 1/5/2007       | Mind Your Manners / Queen For A Day.                                 | D’abord annoncé pour sortir en DVD au printemps 2007, le DVD a été transformé en film d’animation et est actuellement diffusé dans plusieurs cinémas aux États-Unis. Comme la plupart des sorties en vidéo, le film contient deux histoires. Il est finalement sorti en DVD le 1er mai 2007, aux États-Unis, bien qu’il soit sorti en VideoCD à Singapour et en Malaysie fin avril. Les méchants The Purple Pie-Man et Sour Grapes n’apparaissent que dans l’épisode "Queen For A Day", tandis que Raspberry Torte apparaît dans un rôle similaire à celui de Peppermint Fizz dans "Mind Your Manners". |
| 16 | Let's Dance                     | Octobre 2007   |                                                                      | |

### Courts métrages
Un court métrage de cinq minutes, "Growing Better All The Time", est exclusivement disponible comme bonus sur le DVD des Bisounours: Care Bears: Daydreams. Un autre court métrage est exclusivement disponible comme bonus sur le DVD Care Bears: To The Rescue.

### Jeux vidéo
Majesco a édité les épisodes suivants de Charlotte aux fraises sur Game Boy Advance : 
- Strawberry Shortcake Volume 1
  - Meet Strawberry Shortcake
  - Spring for Strawberry Shortcake

Note: les épisodes sortis sur cette console sont les versions de 22 minutes uniquement.
Un jeu pour Atari 2600 a également été édité. Il a d'ailleurs été testé par le Joueur du grenier, qui le considère comme "le pire jeu du monde".

### Film
En octobre 2006, le premier film de Charlotte aux fraises, The Sweet Dreams Movie, est sorti dans les salles de certaines villes américaines. Macaron Mauve et Grappe Verte, qui étaient curieusement absents de la série télévisée font leur réapparition dans ce film. Néanmoins, Sour Grapes est présentée cette fois-ci comme étant la sœur de Macaron Mauve. Le film est sorti en DVD le 6 février 2007.

## Critiques

### Contradictions
Les noms, les parfums, les animaux de compagnie, etc. varient entre les poupées des années 1980 et celles de nos jours, ces contradictions suscitent de nombreuses critiques chez les fans de la première heure. Voici quelques exemples :
- Nom des personnages – Le nom de Raspberry Tart a été changé pour devenir Raspberry Torte. Le nom d’Almond Tea a été transformé en Tea Blossom.
- Animaux de compagnie – Cornet pistache appartient maintenant à Charlotte au lieu d’être à Clafoutis (qui possède maintenant Shoofly Frog). Angélique n’a plus Fruit confit mais a Vanilla Icing à la place. Reinette, la grenouille apprivoisée de Meringue Citron est remplacée par Sourball la mouffette. La tortue d’Apple Dumplin, Teatime est remplacée par Apple Ducklin'. Et peut-être plus étrange encore est la transformation de Cacahuète de singe en raton laveur.
- Relations – Des couples de frères et sœurs, qui n’avaient jamais été mentionnés auparavant n’arrêtent pas d’apparaître, tels que Charlotte aux fraises et Chausson aux Pommes ou Macaron Mauve et Grappe Verte. Il y a aussi une certaine confusion concernant la relation entre Crêpe Suzette et la plus jeune, récemment introduite Griottine. Les deux sont parfumées à la cerise et les matériaux promotionnels les plus anciens mentionnent qu’elles sont sœurs. Néanmoins, la boîte qui contient les poupées indique qu’elles sont simplement amies.
- Parfums – La collection 2006, produite par Playmates, n’est pas très fidèle aux parfums employés traditionnellement par la franchise. Par exemple, Crêpe Suzette est parfumée à la cerise, le raisin parfume Tea Blossom, etc. Tandis que certains considèrent les mélanges de parfums comme faisant partie de l'amusement, ils sont également critiqués parce qu'ils rendent certaines personnalités moins uniques et individuelles.
- Chevaux/Poneys – Début 2007, Playmates a introduit trois nouveaux poneys très différents des précédents chevaux de Strawberryland. Les poneys appartiennent à Charlotte aux fraises, Angélique et Crêpe Suzette et sont dans la lignée de la collection de poupées « Berries to Blossoms ». Aucun de ces nouveaux animaux n’a de nom personnel.
- Conception des personnages – Beaucoup de personnes estiment que la collection créée par Playmates ne ressemble plus aux personnages de la série télé ou à quoi que ce soit d’autre précédemment créé pour la franchise. Par exemple, sur eBay, certains collectionneurs ont trouvé une collection provenant d’Amérique du Sud qui ne ressemblait pas du tout à ce qui se fait ailleurs, non seulement cela n’avait rien à voir avec la représentation traditionnelle des personnages telle qu’on peut la voir dans l’épisode "Baby Takes the Cake", mais elle rappelait à certains les personnages du jeu vidéo de Psygnosis, les  Lemmings .

### La série télé et le film
Certaines personnes ont été déçues de l’absence du méchant Macaron Mauve dans la série télévisée. Néanmoins, d’autres ont applaudi la disparition des méchants arguant que la série est ainsi plus didactique.

### American McGee's Strawberry Shortcake
En 2003, la bande dessinée en ligne, Penny Arcade a publié une publicité pour un jeu vidéo imaginaire American McGee's Strawberry Shortcake, en référence à American McGee's Alice, une adaptation violente de l’œuvre de Lewis Carroll, Alice au pays des merveilles. American Greetings s’est senti offensé par la parodie et a envoyé une lettre cease and desist, à laquelle les auteurs ont obéi , sans manquer de faire connaître leur indignation .
Cette altercation a endommagé l’image d’American Greetings, beaucoup l’ont trouvé trop zélé dans la protection de ses propriétés intellectuelles, au point d’écraser la création artistique.